# 伊勒湖
53°57′36″N 10°17′55″E / 53.96000°N 10.29861°E

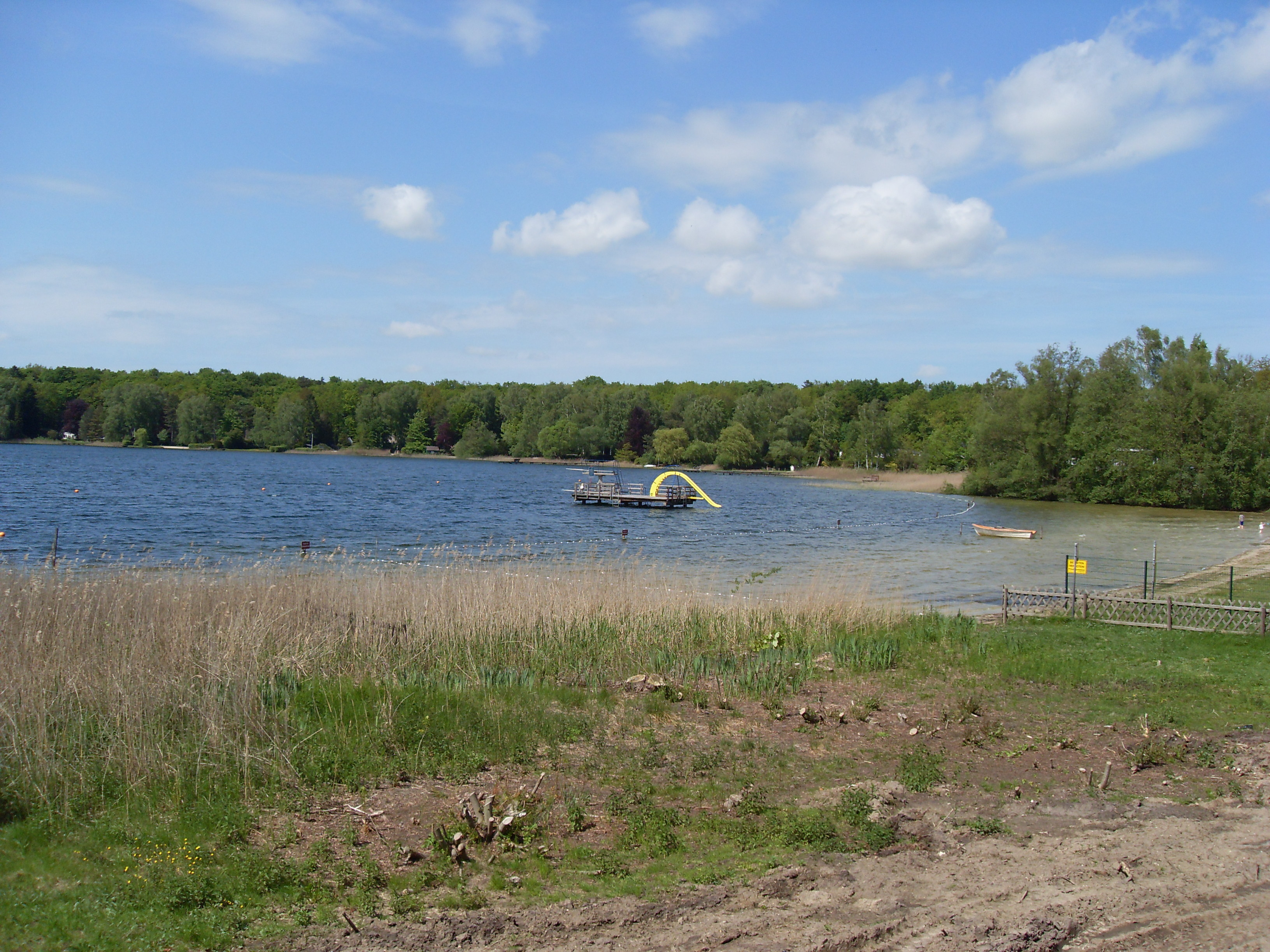

伊勒湖（德語：Ihlsee），是德國的湖泊，位於該國北部石勒蘇益格-荷爾斯泰因州，由塞格貝格縣負責管轄，面積0.29平方公里，海拔高度28米，平均水深7.7米，最大水深21.5米，水體容量215萬立方米，湖岸線長度2.2公里。